# Camillo Pavanello

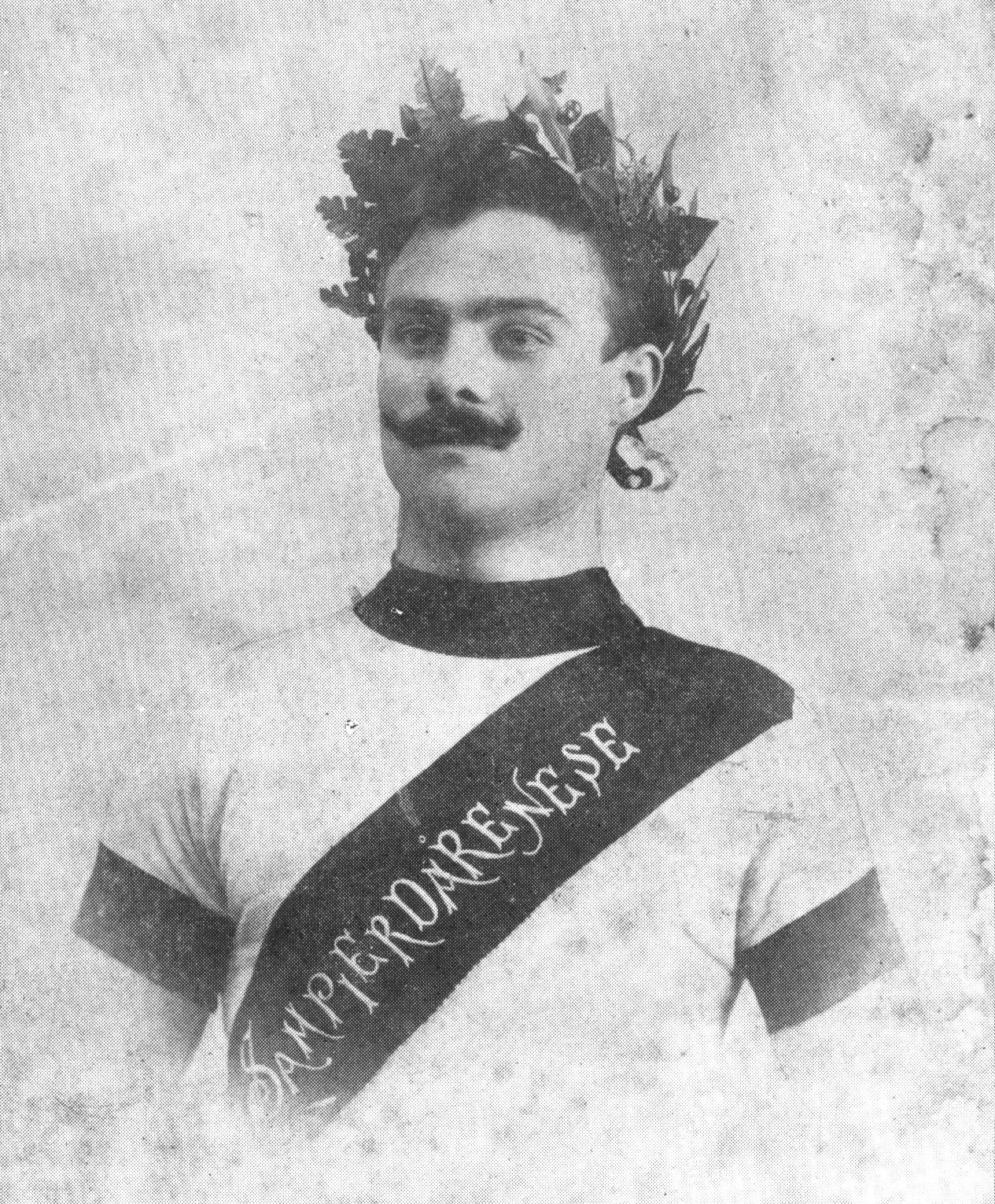
Camillo Pavanello

Camillo Pavanello (* 20. Oktober 1879 in Terni; † 7. Juli 1951 in Genua) war ein italienischer Turner.
Camillo Pavanello war Turner und Mitglied des Vereins Società Ginnastica Sampierdarenese. Er arbeitete als Mechaniker für das Unternehmen Ansaldo. 1900 startete er bei den Olympischen Spielen in Paris und wurde 28. im Turnwettbewerb, bei dem über 150 Sportler gestartet waren. Er war der erste Turner aus Italien, der an Olympischen Spielen teilnahm. Seine Olympiateilnahme fand in Italien kaum Widerhall, da am Tag des Wettbewerbs der italienische König Umberto I. durch ein Attentat ums Leben gekommen war.
Im Genoveser Stadtteil Sampierdarena ist die Parkanlage Giardini Camillo Pavanello nach ihm benannt.